# Ріхард Фішер (футболіст)
Ріхард Фішер (нім. Richard Fischer; 27 січня 1917 — червень 1969) — австрійський футболіст і футбольний тренер . Триразовий чемпіон Австрії .

## Клубна кар'єра
Основну частину ігрової кар'єри Фішер провів у віденському клубі «Вієнна». У чемпіонаті Австрії гравець дебютував у сезоні 1934-35, проте далеко не одразу став гравцем основного складу. У період з 1935 по 1937 роки йому вдалося зіграти в 9 матчах Кубка Мітропи, який на той момент був одним із найпрестижніших міжнародних змагань у Європі.
Після анексії Австрії нацистською Німеччиною в 1938 році чемпіонат Австрії був інтегрований у систему німецьких футбольних ліг як регіональний чемпіонат. «Вієнна» успішно виступала у новому змаганні, вигравши його тричі поспіль у сезонах 1941-42, 1942-43 та 1943-44. Фішер зробив помітний внесок у ці перемоги, забивши 52 голи в 49 матчах.
Перемога в регіональній лізі давала клубу право брати участь у загальнонаціональному чемпіонаті Німеччини, який розігрувався за олімпійською системою . Протягом трьох сезонів Фішер зіграв у 8 матчах цього чемпіонату, забивши 5 голів. 26 червня 1943 він взяв участь у матчі за третє місце, який, однак, «Ферст» програв «Гольштайну» з Кіля з рахунком 1:4. У сезоні 1943-44 Фішер зіграв у німецькому чемпіонаті три матчі, а його клуб дійшов до чвертьфіналу, де програв майбутньому чемпіону «Дрезднеру» з рахунком 2:3.
З 1938 по 1944 роки «Вієнна» також виступала в Кубку Німеччини. Фішер дебютував у цьому змаганні 6 листопада 1938 року у матчі проти віденської «Адміри». Нападник забив чотири м'ячі, а його клуб переміг із рахунком 6:0. У 1943 році «Ферст» виграв кубок, при цьому на рахунку Фішера було 9 голів у 10 матчах.
Сезон 1944-45 був перерваний на самому початку квітня 1945 через наступ радянських військ на Відень. На той момент Фішер із 15 голами був найкращим бомбардиром австрійського чемпіонату.
У сезоні 1945-46 нападник домігся найкращого особистого успіху, забивши загалом 40 м'ячів. Цього ж сезону він виграв свій останній трофей у складі «Ферст», ставши володарем Кубка Визволення . Це змагання було організовано у середині 1945 року на честь визволення Австрії від німецької окупації. У фінальному матчі проти віденського «Гельфорту» (3:1) Фішер зробив дубль. Усього він забив 7 голів у 4 матчах, ставши найкращим бомбардиром своєї команди.
У 1948 році гравець перейшов у «Флорідсдорф», відігравши за нього два сезони, а потім ще на два сезони повернувся до «Вієнни». Завершив кар'єру 1952 року у віці 35 років, маючи на рахунку понад 200 голів за віденську команду.
Помер у червні 1969 року, похований у Відні на цвинтарі Зіферінг .

## Кар'єра в збірній
За національну збірну Австрії Фішер провів 3 матчі, один проти збірної Чехословаччини та два проти Угорщини . Також він одного разу зіграв за другу збірну Австрії.

## Досягнення

### Командні
«Ферст» (Відень)
- Чемпіон Австрії (3): 1941-42, 1942-43, 1943-44
- Володар Кубка Німеччини: 1943
- Володар Альпійського кубка: 1941
- Володар Кубка Визволення: 1945
- Разом: 6 трофеїв

### Особисті
- Найкращий бомбардир Оберклас «Південний Схід» : 1945[3]

## Статистика клубних виступів
| Клуб                    | Сезон                   | Ліга  | Ліга | Кубки | Кубки | Кубок Мітропи | Кубок Мітропи | Інше  | Інше | Всього | Всього |
| Клуб                    | Сезон                   | Матчі | Голи | Матчі | Голи  | Матчі         | Голи          | Матчі | Голи | Матчі  | Голи   |
| ----------------------- | ----------------------- | ----- | ---- | ----- | ----- | ------------- | ------------- | ----- | ---- | ------ | ------ |
| Ферст Вієнна            | 1934/35                 | 1     | 0    | 0     | 0     | 0             | 0             | 1     | 2    | 2      | 2      |
| Ферст Вієнна            | 1935/36                 | 8     | 2    | 3     | 3     | 2             | 1             | 0     | 0    | 13     | 6      |
| Ферст Вієнна            | 1936/37                 | 13    | 10   | 3     | 1     | 3             | 0             | 0     | 0    | 19     | 11     |
| Ферст Вієнна            | 1937/38                 | 14    | 8    | 1     | 0     | 4             | 1             | 0     | 0    | 19     | 9      |
| Ферст Вієнна            | 1938/39                 | 9     | 10   | 2     | 4     | 0             | 0             | 0     | 0    | 11     | 14     |
| Ферст Вієнна            | 1939/40                 | 4     | 2    | 0     | 0     | 0             | 0             | 0     | 0    | 4      | 2      |
| Ферст Вієнна            | 1940/41                 | 12    | 16   | 0     | 0     | 0             | 0             | 2     | 2    | 14     | 18     |
| Ферст Вієнна            | 1941/42                 | 15    | 13   | 0     | 0     | -             | -             | 0     | 0    | 15     | 13     |
| Ферст Вієнна            | 1942/43                 | 19    | 25   | 2     | 0     | -             | -             | 0     | 0    | 21     | 25     |
| Ферст Вієнна            | 1943/44                 | 19    | 13   | 10    | 9     | -             | -             | 0     | 0    | 29     | 22     |
| Ферст Вієнна            | 1944/45                 | 10    | 15   | 4     | 4     | -             | -             | 0     | 0    | 14     | 19     |
| Ферст Вієнна            | 1945/46                 | 17    | 20   | 5     | 13    | -             | -             | 4     | 7    | 26     | 40     |
| Ферст Вієнна            | 1946/47                 | 18    | 10   | 2     | 1     | -             | -             | 0     | 0    | 20     | 11     |
| Ферст Вієнна            | 1947/48                 | 15    | 4    | 3     | 5     | -             | -             | 0     | 0    | 18     | 9      |
| Ферст Вієнна            | Итого                   | 174   | 148  | 35    | 40    | 9             | 2             | 7     | 11   | 225    | 201    |
| Флорідсдорфер           | 1948/49                 | 17    | 4    | 1     | 1     | -             | -             | 0     | 0    | 18     | 5      |
| Флорідсдорфер           | 1949/50                 | 18    | 2    | -     | -     | -             | -             | 0     | 0    | 18     | 2      |
| Флорідсдорфер           | Итого                   | 35    | 6    | 1     | 1     | 0             | 0             | 0     | 0    | 36     | 7      |
| Ферст Вієнна            | 1950/51                 | 21    | 1    | -     | -     | -             | -             | 0     | 0    | 21     | 1      |
| Ферст Вієнна            | 1951/52                 | 9     | 3    | -     | -     | 0             | 0             | 0     | 0    | 9      | 3      |
| Ферст Вієнна            | Итого                   | 30    | 4    | 0     | 0     | 0             | 0             | 0     | 0    | 30     | 4      |
| Всего за «Ферст Вієнна» | Всего за «Ферст Вієнна» | 204   | 152  | 35    | 40    | 9             | 2             | 7     | 11   | 255    | 205    |
| Всього за кар'єру       | Всього за кар'єру       | 239   | 158  | 36    | 41    | 9             | 2             | 7     | 11   | 291    | 212    |